# Roquebrune (Gers)
Roquebrune é uma comuna francesa na região administrativa de Occitânia, no departamento de Gers. Estende-se por uma área de 18,41 km². Em 2010 a comuna tinha 218 habitantes (densidade: 11,8 hab./km²).